# 山際大志郎
山際 大志郎（やまぎわ だいしろう、1968年〈昭和43年〉9月12日 - ）は、日本の政治家、獣医師。自由民主党所属の衆議院議員（7期）、自由民主党組織運動本部長代理、新型コロナウイルス等感染症対策本部長。
スタートアップ担当大臣（第2次岸田内閣・第2次岸田第1次改造内閣）、経済再生担当大臣・新しい資本主義担当大臣・新型コロナ対策・健康危機管理担当大臣・全世代型社会保障改革担当大臣・内閣府特命担当大臣（経済財政政策）（第1次岸田内閣・第2次岸田内閣・第2次岸田第1次改造内閣）、経済産業副大臣（第2次安倍改造内閣・第3次安倍内閣）、内閣府大臣政務官（第2次安倍内閣）、衆議院内閣委員長、自由民主党政務調査会会長代理、同副幹事長を歴任した。

## 来歴
東京都小金井市生まれ（現住所は神奈川県川崎市宮前区鷺沼1丁目）。神奈川県立湘南高等学校卒業。2浪後、山口大学農学部獣医学科に入学。東京大学大学院農学生命科学研究科博士課程に進学し、1999年に獣医学の博士号を取得。2000年、川崎市麻生区王禅寺西に動物病院を開業。
2002年3月31日実施の横浜市長選挙に立候補するため、衆議院議員の中田宏が議員辞職。中田の辞職に伴い同年10月27日に神奈川8区の補欠選挙が行われることになったが、自由民主党は、2000年の衆院選で擁立した元通産官僚の江田憲司ではなく、山際を公認した。江田は無所属で立候補し、初当選を果たした。山際は次点で落選するが、この年の選挙から統一教会（現・世界平和統一家庭連合）関係者の武者宗悦の支援を受ける。武者はのちに教団関連団体の国際勝共連合神奈川県本部の代表、ならびに世界平和連合神奈川県連合会の事務局長などの要職を務めた。
2003年の第43回衆議院議員総選挙では神奈川18区に国替えして立候補。統一教会信者や世界平和連合関係者の支援を受けた。選挙区では民主党の樋高剛に敗れたが、重複立候補していた比例南関東ブロックで復活し、初当選した。当選後、山崎派（当時）に入会した。
2005年の第44回衆議院議員総選挙では、神奈川18区で民主党の樋高に比例復活を許さず、再選。
2009年の第45回衆議院議員総選挙では、神奈川18区で樋高に敗れ、比例復活もならず落選した。
2011年6月、所属する山崎派の幹部である甘利明が立ち上げたさいこう日本に、落選中の元職ながら参加した。
2012年の第46回衆議院議員総選挙では、神奈川18区で日本未来の党から出馬した樋高や、鹿児島5区から国替えしてきた民主党の網屋信介を破り、国政に復帰。選挙後に発足した第2次安倍内閣では内閣府大臣政務官に任命された（2013年9月30日退任）。また、石原伸晃の山崎派継承に伴い、石原派には参加せず離脱した。2014年9月3日、第2次安倍改造内閣で経済産業副大臣に任命（2015年10月9日退任）。
2014年の第47回衆議院議員総選挙で4選。2016年、衆議院経済産業委員会筆頭理事に就任。同8月、自由民主党副幹事長に就任。
2017年2月、甘利明と、甘利側近の他の神奈川県を地盤とする議員3人らと共に麻生派に入会した 。
2017年の第48回衆議院議員総選挙で5選。同11月、衆議院内閣委員長に就任。2018年、自民党選挙対策委員会事務局長に就任。
2018年6月、カジノを含む統合型リゾート（IR）実施法案を巡り、衆院内閣委員会での13日採決を職権で決めた。このため、立憲民主党など野党6党派は、山際の解任決議案を衆議院に提出した。
2019年、衆議院予算委員会理事、自民党政務調査会会長代理に就任。
2021年10月4日、経済再生担当大臣、新しい資本主義担当大臣、内閣府特命担当大臣（経済財政政策）に就任。
2021年10月31日、第49回衆議院議員総選挙で6選。
2022年8月5日、内閣総理大臣の岸田文雄は、内閣改造（第2次岸田第1次改造内閣）の人事方針を政権幹部に伝え、世界平和統一家庭連合（旧・統一教会）との関係を点検、公表するよう全閣僚に指示した。接点を認めた防衛大臣の岸信夫ら7人は閣外に去った。岸田は8月9日に山際の経済再生担当大臣留任を決定し、8月10日、第2次岸田改造内閣が発足した。同日午後、山際は記者会見し、教団との関わりを認めた。
同年10月24日、後述の統一教会との関係が相次いで問題化したことから、岸田へ大臣の辞表を提出し、岸田はこれを受理した。事実上の大臣更迭となる（後任は後藤茂之）。その4日後の同月28日、自民党の新型コロナウイルス等感染症対策本部長に就任した。更迭直後の要職抜擢に対し、野党のみならず党内からも疑問の声が上がるが、党幹事長の茂木敏充は11月7日の記者会見で「適材適所」と述べた。山際が所属する麻生派関係者は「派閥に相談が来ていたらこんなことにならなかった」と語った。11月8日、コロナ対策本部を管轄する政務調査会の萩生田光一会長は、自身の判断で、山際を本部長に就任させたことを明かした。
2024年10月15日、第50回衆議院議員総選挙が公示され、神奈川18区からは山際、立憲民主党新人の宗野創、国民民主党新人の西岡義高、日本維新の会新人の元県議の横田光弘、日本共産党新人の元県議の君嶋千佳子の計5人が立候補した。山際は川崎市で行われた出陣式で記者クラブの代表以外の取材をシャットアウトし、12日間に及ぶ選期間中、報道機関の取材を拒否し続けた。27日投開票。小選挙区では宗野が初当選した。次点の西岡と得票数3位の山際との票差は3票だった。自民党は比例南関東ブロックで7議席を獲得。山際は7番目の惜敗率（76.63％）で滑り込み、比例復活を果たした。千葉9区から出馬した田宮寿人の惜敗率は76.403%で、その差は0.227であった。報道各社の出口調査の数字が振るわなかったことから、山際は投開票日当日は比例復活を諦めていたとされる。陣営は取材に応じ、「マスコミを避けるために街頭での活動量が不足し、浮動票を獲得できなかった」と述べた。

## 政策・主張

### 憲法
- 憲法改正について、2017年、2021年、2024年のアンケートで「賛成」と回答[33][34][35]。
- 憲法9条への自衛隊の明記について、2021年、2024年のNHKのアンケートで「賛成」と回答[36][35]。
- 改正すべき項目として「自衛隊の保持を明記する」「家族の尊重や家族間の相互扶助に関する条項を新設する」「教育の充実に向けた環境整備を行う旨を明記する」「憲法改正の発議要件を各院の過半数にする」「緊急事態に関する条項を新設する」と主張[34]。
- 憲法を改正し緊急事態条項を設けることについて、2021年の毎日新聞社、2024年のNHKのアンケートで「賛成」と回答[37][35]。

### 外交・安全保障
- 「他国からの攻撃が予想される場合には敵基地攻撃もためらうべきではない」との問題提起に対し、2021年のアンケートで「賛成」と回答[34]。
- 「北朝鮮に対しては対話よりも圧力を優先すべきだ」との問題提起に対し、2021年のアンケートで「どちらとも言えない」と回答[34]。
- 普天間基地の辺野古移設について、2021年のアンケートで「どちらかと言えば賛成」と回答[34]。

### ジェンダー
- 選択的夫婦別姓制度の導入についての各メディアのアンケートの結果は以下のとおり。
  - 2017年 - 朝日新聞社には「反対」と回答[33]。
  - 2021年 - 朝日新聞社には「反対」と回答[34]。
  - 2024年 - NHKには回答しなかった[35]。

- 同性婚を可能とする法改正についての各メディアのアンケートの結果は以下のとおり。
  - 2017年 - 朝日新聞社には「反対」と回答[33]。
  - 2021年 - 朝日新聞社には「反対」と回答[34]。「同性婚を制度として認めるべきだと考るか」との毎日新聞社のアンケートに対し、「認めるべきでない」と回答[37]。
  - 2024年 - NHKには「反対」と回答[35]。

- 「LGBTなど性的少数者をめぐる理解増進法案を早期に成立させるべきか」との問題提起に対し、2021年の朝日新聞社のアンケートで「どちらとも言えない」と回答[34]。
- クオータ制の導入について、2021年のNHKのアンケートで回答しなかった[36]。2024年のNHKのアンケートで「反対」と回答[35]。

### その他
- 「原子力発電への依存度について今後どうするべきか」との問題提起に対し、2021年のアンケートで「現状を維持すべき」と回答[36]。
- 原発推進[38]。
- 新型コロナウイルス対策として、消費税率の一時的な引き下げは、2021年のアンケートで「必要でない」と回答[36]。
- 森友学園への国有地売却をめぐる公文書改竄問題で、2021年5月6日、国は「赤木ファイル」の存在を初めて認めた[39]。しかし5月13日、菅義偉首相はファイルの存在を踏まえた再調査を行わない考えを報道各社に書面で示した[40]。9月の自民党総裁選挙で総裁に選出された岸田文雄も10月11日、衆議院本会議の代表質問で再調査の実施を否定した[41]。国の対応をどう考えるかとの同年の毎日新聞社のアンケートに対し、回答しなかった[37]。
- 皇族の女性が天皇になることについて、2021年の毎日新聞社のアンケートで「反対」と回答[37]。

## 人物

### 統一教会との関係
- 2002年10月27日に行われた神奈川8区の衆議院補欠選挙に自民党公認で立候補した際、統一教会（現・世界平和統一家庭連合）関係者の武者宗悦の支援を受ける。武者はのちに教団関連団体の国際勝共連合神奈川県本部の代表、ならびに世界平和連合神奈川県連合会の事務局長などの要職を務め、20年にわたって山際の支援を行う[12][13][14]。

- 2006年5月、統一教会の関連団体の天宙平和連合（UPF）が集団結婚を兼ねた「祖国郷土還元日本大会」を国内12か所で開催[42]。そのうち5月23日に行われた横浜大会に祝電を送った[43]。

- 2009年の衆院選で落選した山際は6人ほどいた地元の秘書を解雇し、後援会も事実上の解散となった。このとき私設秘書として新たに入所した男性が統一教会との窓口役を担うことになった。この私設秘書を介して、警視庁公安部の捜査対象にあった信者が山際の選挙スタッフとして入った。当該信者は、のちに統一教会の総務局長となる澤田拓也の運転手を務めていた人物であった[44]。

- 2011年7月、ナイジェリアで開かれた天宙平和連合主催の国際指導者会議に出席した[45][46]。

- 2011年12月1日、統一教会の関連団体の国際勝共連合、世界平和連合、平和大使協議会が後援した集会「アジアと日本の平和と安全を守る全国大会」が東京都大田区の区民ホールアプリコで開催。日本統一教会会長の梶栗玄太郎が大会実行委員長を務め、文鮮明の四男の文國進がメインスピーチを行った。山際は同大会に出席した[47][48]。

- 2013年3月25日、山際が代表を務める資金管理団体「21世紀の政治経済を考える会」は、平和大使協議会に会費1万円を支払った[49][50]。

- 2016年7月28日から31日にかけて、ネパールのカトマンズで天宙平和連合主催の国際指導者会議が開催。山際は同会議に山本朋広とともに参加した。司会を務めたネパールの国会議員のエク・ナス・ダカルは「歓迎の拍手を！」と山際を紹介し、山際はスピーチをした。会議に参加したタイの元政権幹部は「渡航費についてはよく覚えていないが、食費と宿泊費は主催者側が払った」と証言している[51][52]。

- 2017年10月15日、統一教会は大規模な信者集会「Peace Loving Festival KANAGAWA」を幕張メッセで開催[53]。韓鶴子総裁が参加した同集会に来賓として出席した[43]。

- 2018年7月1日、統一教会は「日本宣教60周年記念2018神日本家庭連合希望前進決意2万名大会祝勝会」を京王プラザホテルで開催。韓鶴子総裁が参加した同大会に出席し、「真のお父様のメッセージをお聴きしたとき、言葉を超えた真実を感じた」と祝辞を述べた[54][55][56][57]。

- 2018年10月、統一教会の関連団体である平和大使協議会は「アフリカビジョンセミナー」を神奈川県立かながわ労働プラザで開催。山際は山本朋広と共に同セミナーに来賓として出席した[50][58]。

- 2019年10月5日、天宙平和連合は国際会議「ジャパンサミット＆リーダーシップカンファレンス」を名古屋キャッスルホテルで開催[59][60]。山際は会議にあわせて名古屋市を訪れ、韓鶴子総裁と会い、韓鶴子、梶栗正義、徳野英治らと集合写真を撮った[61][62]。

- 2019年10月14日、統一教会の関連団体である南北米福地開発協会は「レダ開拓20周年記念式典」を京王プラザホテルで開催。日本統一教会会長の徳野英治が祝辞を述べた同式典の懇親会で、山際は来賓挨拶をした[63]。

- 2022年8月2日、山際は閣議後会見で記者団から、平和大使協議会に会費1万円を支払ったことについて事実関係を問われた際、「個人の政治活動にかかわる話なので、この場でのお答えは差し控えたい」と答えた。また、教団から選挙活動の支援を受けたかとの質問に対しても「事務所の方に尋ねていただければ」と繰り返し、説明することを拒んだ[64]。同年8月9日、内閣総理大臣の岸田文雄が、翌日に行われる内閣改造について山際の経済再生担当大臣留任を決定すると[22]、山際は10日の記者会見で一転して、会費1万円の支出と教団関連イベントへの参加があったことを認めた。また、再任の内定前に岸田に説明していなかったことも明らかにした[23]。15日、会見で「当然今回の案件について、首相は認識していると私は理解している」と発言。説明をしなくとも岸田に自身と統一教会の関係は伝わっているとの考えを示した[65]。

- 2022年8月25日、教団との関係をめぐり「率直に反省し、今後は一切関係を持たないよう慎重に行動する」と会見で述べた[66]。また、2016年にネパールに渡航したことについて説明。「明確に覚えていないが、報道を見る限り出席したと考えるのが自然だと思う」と述べた[67]。9月13日、閣議後の会見で、旅費を教団側が負担した可能性を報じた一部報道について問われると「確認するための記録が何も残っていないので、確認ができない」と述べたうえで、報道内容を否定した[68]。

- 2022年9月6日、閣議後の会見で、自身の秘書が教団信者ではないかと週刊誌で報じられたことをめぐり、「確認できないのは調査をした上で、確認ができないと申し上げているので、同じことを調査しても確認できないという結果しか出ないんじゃないでしょうか」と答え、統一教会との関係についてこれ以上調査しない意向を示した[69]。当該秘書（以後、「Y秘書」と表記）はのちに山際の公設第一秘書として報じられた。Y秘書は山際が経済再生担当大臣だった時代（2021年10月～2022年10月）に大臣秘書官として首相官邸に出入りしていた。現在は山際の資金管理団体「21世紀の政治経済を考える会」と、山際が支部長を務める「自由民主党神奈川県第十八選挙区支部」の会計責任者をそれぞれ務めている[70][71][72]。

- 2022年7月から8月にかけて、共同通信社は、全国会議員712人を対象に、統一教会との関わりを尋ねるアンケートを実施。8月31日に各議員の回答の全文を公表した。「旧統一教会またはその友好・関連団体等から選挙活動への支援、協力を受けたことはあるか」との問いに対し、山際は「分からない、答えられない」と回答した[73][74]。9月14日、男性信者が長年、山際を支援してきたことが、東京新聞の報道により明らかとなった。男性信者は2003年の衆院選時に関連団体「世界平和連合」の仲間とともに動員され、街頭演説の現場では、山際の秘書の指示を仰ぎ、自民党員と一緒にビラ配りをした。その後も「世界平和連合」から衆院選のたびに協力するよう指示があり、2021年10月の衆院選の際は山際の出陣式と2回の街頭演説に顔を出し、ビラを配った。山際が「今後は一切関係を持たない」と明言したことについて記者から問われると、「心外だ。私たちの理想はまだ実現していないので、山際氏への支援は続けたい」と答えた[15]。

- 2022年10月3日、閣議後会見で、2018年7月に統一教会が主催したイベントで、韓鶴子と会っていたことを認めた。「マスコミから指摘されて写真を見て、会ったことがある記憶と合致した」「代表の方（韓鶴子）にどこかでお会いした記憶があったが、事務所に記録は残っていないため確認できなかった」と述べた[75]。

- 2022年10月17日から衆議院予算委員会が開かれ、山際に対する立憲民主党などの野党の追及も始まった。同月18日、後藤祐一から「後出しはこれ以上ないということでいいですね」と念を押されると、山際は「これから何か新しい事実が様々なことで出てくる可能性がある」と発言した[76]。同月19日の参議院予算委員会で小西洋之から質問を受けると、ネパールの記憶はなく、ナイジェリアで文鮮明と韓鶴子に会った記憶もないと答弁した[77]。

- 2023年6月30日、自民党本部は川崎市漣、神奈川県連の推薦を受けて、山際を新神奈川18区の支部長に選任した。の党県議の小川久仁子（川崎市高津区選出、7期）が抗議。山際と教団の関係を再調査すべきだとして、同年12月、前述のY秘書が秋葉原で行われた統一教会の関連団体のデモでマイクを握り、街宣車上からアジ演説をしている写真を証拠として、小泉進次郎会長率いる神奈川県連に提出した。小泉は「誓約書を提出したのだから、再調査は必要ない」とし、さらに同月、小川が党の規律を乱す行為をしたとして「党員資格停止2年」とする処分を発表した。2024年10月11日、小川は離党届を県連へ提出し、翌12日、高津区内のホテルで鈴木エイトとともに記者会見を開催。離党届を提出したことを明らかにするとともに、「山際議員は教団と関係を絶っておらず、15日公示の衆院選に自民党公認で立候補することに抗議する」と表明した[78][79]。山際は10月13日配信の東京新聞の候補者インタビューに対し、「党のルールに従って関係を絶った」と答えている[80]。
- 2025年1月8日、旧統一教会問題で、山際秘書が小川くにこ県議に対し、名誉棄損容疑で刑事告訴を行った。[81]

### 「野党の人から来る話はわれわれ政府は何一つ聞かない」発言
2022年7月3日、青森県八戸市で選挙演説した際、「野党の人から来る話はわれわれ政府は何一つ聞かない。本当に生活を良くしたいと思うなら、自民党、与党の政治家を議員にしなくてはいけない」と述べた。
この発言に対し野党は一斉に批判し、立憲民主党の逢坂誠二代表代行はツイッターで「山際氏は民主主義を理解していない。与党の声しか聞かないとはどう喝による独裁政治だ。発言を撤回すべきだ」と非難した。国民民主党の玉木雄一郎代表は「だから経済も成長しないし給料も上がらない。ずいぶん傲慢になった」と批判。共産党の小池晃書記局長も「断じて許されない暴言。野党の声は無視するのが岸田政権か。一体どこが『聞く耳を持つ』か」と糾弾した。
翌日4日の朝には、内閣官房長官の松野博一から発言を慎重に行うよう注意を受けた。内閣官房副長官の木原誠二は4日の記者会見で「政府は国民の声を丁寧に聞き、国民の生活をしっかり守っていくことを基本としている。与野党問わず耳を傾け、野党を無視するようなことはしない」と釈明した。その後、5日の閣議後の会見で、山際は「地域の候補者がしっかりその地域の方々からご意見を賜りながら、国政に反映させていただきたいと、強調する文脈の中で、誤解を招くような発言になった」と釈明したが、撤回はしなかった。
発言から3ヵ月が経った10月6日の参議院本会議にて、田名部匡代からの代表質問に対し、「趣旨が明確に伝わらず、野党議員の皆さん方に不快な思いをさせる表現となったことはおわび申し上げる」と陳謝したが、発言の撤回はしなかった。翌10月7日の舟山康江からの質問に対し、山際は「撤回の上、改めておわび申し上げる。今後、発言については慎重を期し、丁寧に発信していく」と答弁し、発言を撤回した一方、閣僚辞任は否定した。

### その他
- 甘利明を「政治の師」と仰ぐ[38]。
- 2017年7月、三原朝彦議員とオマーンを訪問し、齊藤貢特命全権大使らとスナイディ商工相と意見交換を行ったのち、住友商事幹部らとアル・グブラIWP事業の視察などを行った[88]。
- 2019年8月、TICAD7でレソト王国やコモロ連合国などの首脳と会談した[89]。
- 2020年3月、日本･太平洋島嶼国友好議員連盟として、太平洋島嶼国への新型コロナウイルス対策に関して財務省に申入れた。
- 2020年5月、知的財産戦略調査会として内閣官房長官の菅義偉、情報通信技術担当大臣の竹本直一に提言申入れを行った[90]。
- 2020年4月16日から2021年7月31日にかけて、「Yamagiwadaishiro」と名乗るウィキペディア利用者が山際のウィキペディアの記事を合計16回加筆修正を行った[91][92]。同利用者は『BSフジLIVE プライムニュース』（BSフジ）に山際が出演した際の23回分のテーマをすべて羅列するなど編集内容に一定の傾向がみられ、ガイドラインに抵触するおそれがあることから、ほかのウィキペディア利用者から注意が促された。光文社の情報サイト「Smart FLASH」の記者が山際の事務所に事実関係を確認したところ、「事務所スタッフがウィキペディアの情報を最新のものに更新したいと考え、スタッフ自身の判断で、事務所を代表して議員の名前をアカウント名として編集した」との回答がなされた。事務所の回答は2022年8月20日、「Smart FLASH」にて公表された。当該行為に対し、ある報道機関の政治部記者は「自分をよく見せるためには、何をしてもいいと考えているとしか思えない」と批判した[91][92]。

## 不祥事

### 選挙余剰金2962万円の使途不明
2009年から直近の2017年までの4回の衆院選で、選挙費用として余ったお金（余剰金）計約2962万円の全額が使途不明になっている。
選挙運動費用収支報告書（要旨）によると、山際は2009年選挙の際、420万5177円の資金を余らせた。ところが、自らが代表を務める政治団体「自由民主党神奈川県第十八選挙区支部」などにはこの余剰金が戻された記載がなく、約420万円の使途はわからない状態になっている。
同様に2012年選挙では451万9034円、2014年選挙では308万8837円、2017年選挙では1781万5294円の選挙費用をそれぞれ余らせ、いずれも全額の行方がわかっていない。

### 政治資金規正法違反疑惑
2020年12月23日、山際が代表を務める資金管理団体「21世紀の政治経済を考える会」は、憲政記念館で政治資金パーティーを開催。1740万円の収入を得た。同パーティーを巡り、収支報告書に虚偽記載があったとして、同区民ら156人が2022年6月8日、政治資金規正法違反の疑いで、山際らを横浜地検に告発した。
告発状によれば、山際側は、496席に対して870枚の券を販売し、席数を超えた不参加分は「寄付」に当たるにもかかわらず、パーティー収入として記載したとしている。山際の事務所は「法令に従い適正に処理し、収支を報告している」とコメントした。2023年3月8日に横浜地検は山際らを不起訴処分とした。

### 保有株式の記載漏れ
- 2022年9月16日、会見で、前年に発表した資産公開資料に「有限会社オルカ」3千株と「21世紀株式会社」160株を記載していなかったとして訂正したと発表した。追加記載したのはいずれも非上場企業。一般の国会議員とは異なり、閣僚には非上場企業も含む保有株式の記載が求められるため、問題とされた[97]。
- 2022年10月4日、前年に発表した大臣就任時の資産公開資料に、横浜市で動物病院を運営する「有限会社くじら」の株式30株を記載していなかったことが判明した[98]。同社は2002年1月に設立。山際の知人の獣医師が代表取締役、山際は取締役に名を連ねた。2012年12月26日、山際は第2次安倍政権で内閣府政務官に就任すると、翌27日に同取締役を辞任した[11]。

## 過去の主な役職

### 自民党の主な役職
- 中小企業小規模事業者政策調査会副会長
- 競争政策調査会副会長
- 知的財産戦略調査会幹事長
- 国際協力調査会幹事長
- 総合エネルギー戦略調査会事務局長
- デジタル社会推進本部座長代理
- 捕鯨対策特別委員会副委員長
- 新国際秩序創造戦略本部幹事長
- 人工知能未来社会経済戦略本部幹事長
- 2050年カーボンニュートラル実現推進本部副本部長
- 川崎市支部連合会会長

## 所属団体・議員連盟
- 神道政治連盟国会議員懇談会[99]
- 創生「日本」[99]
- 日本AU（アフリカ連合）友好議員連盟
- 日本太平洋島嶼国友好議員連盟
- 自民党動物愛護管理推進議員連盟
- 無人航空機普及･利用推進議員連盟
- AIビッグデータIoT利活用促進若手議員連盟
- 自民党国際人材議員連盟
- 家族の絆特命委員会
- 国際観光産業振興議員連盟[100]
- 都市農業研究会

## 選挙
| 当落 | 選挙                     | 執行日         | 年齢 | 選挙区                   | 政党       | 得票数     | 得票率 | 定数 | 得票順位 /候補者数 | 政党内比例順位 /政党当選者数 |
| ---- | ------------------------ | -------------- | ---- | ------------------------ | ---------- | ---------- | ------ | ---- | ------------------ | ---------------------------- |
| 落   | 第42回衆議院議員補欠選挙 | 2002年10月27日 | 34   | 神奈川8区                | 自由民主党 | 2万9267票  | 23.38% | 1    | 2/5                | /                            |
| 比当 | 第43回衆議院議員総選挙   | 2003年11月09日 | 35   | 比例南関東（神奈川18区） | 自由民主党 | 5万8001票  | 33.95% | 1    | 2/7                | 8/8                          |
| 当   | 第44回衆議院議員総選挙   | 2005年09月11日 | 37   | 神奈川18区               | 自由民主党 | 11万1787票 | 53.74% | 1    | 1/3                | /                            |
| 落   | 第45回衆議院議員総選挙   | 2009年08月30日 | 40   | 神奈川18区               | 自由民主党 | 8万2221票  | 36.41% | 1    | 2/5                | /                            |
| 当   | 第46回衆議院議員総選挙   | 2012年12月16日 | 44   | 神奈川18区               | 自由民主党 | 8万2333票  | 40.92% | 1    | 1/5                | /                            |
| 当   | 第47回衆議院議員総選挙   | 2014年12月14日 | 46   | 神奈川18区               | 自由民主党 | 8万6869票  | 39.95% | 1    | 1/5                | /                            |
| 当   | 第48回衆議院議員総選挙   | 2017年10月22日 | 49   | 神奈川18区               | 自由民主党 | 11万1285票 | 51.14% | 1    | 1/3                | /                            |
| 当   | 第49回衆議院議員総選挙   | 2021年10月31日 | 53   | 神奈川18区               | 自由民主党 | 12万365票  | 47.70% | 1    | 1/3                | /                            |
| 比当 | 第50回衆議院議員総選挙   | 2024年10月27日 | 56   | 比例南関東（神奈川18区） | 自由民主党 | 5万2593票  | 23.54% | 1    | 3/5                | 7/7                          |

## 著書
- 『闘え！くじら人』成山堂書店、2008年12月。ISBN 978-4425981816。
- 『人工知能と産業・社会』経済産業調査会、2015年9月。ISBN 978-4806529620。
- 『実は、こんなことしています！ 経済産業副大臣』 株式会社タウンニュース社、2016年5月。ISBN 978-4-9908973-0-7
- 『INNOVATION ECOSYSTEM　ニッポンは甦る！』講談社、2018年9月。ISBN 978-4-06-513135-0

## テレビ出演
- 深層NEWS（BS日テレ）
- BSフジLIVE プライムニュース（BSフジ）

ほか